# Universal Music Russia
ООО «Юниверсал Мьюзик» (Universal Music Russia) — российское подразделение крупнейшего в мире музыкального медиахолдинга Universal Music Group. Артистами лейбла являлись t.A.T.u, Noize MC, Анна Седокова, Anna Asti и другие. До января 2021 года главой лейбла являлся Дмитрий Коннов.

## История
Лейбл был основан как ЗАО «ПолиГрам» 17 марта 1994 года в качестве российского подразделения лейбла «PolyGram» под названием «PolyGram Russia». Генеральным директором и президентом лейбла был Борис Зосимов. Ему принадлежали 49% контрольного пакета акций компании. 
В 1998 году Борис Зосимов покинул пост генерального директора PolyGram Russia, его место занял Гедрюс Климкявичус, работавший ранее одним из руководителей дистрибьюторской компании «Бомба». 
В 1999 году после слияния PolyGram и Universal Music Group лейбл стал называться «Universal Music Russia». Через некоторое время, юридическое лицо ЗАО «ПолиГрам» было переименовано на ЗАО «Юниверсал Мьюзик».
С 2007 по 2011 год лейбл менял юридическое лицо — новым стало ООО «Юниверсал Мьюзик», основанное нидерландской материнской компанией 16 января 2007 года. ЗАО «Юниверсал Мьюзик» было ликвидировано 27 ноября 2011 года.
20 января 2021 года пост генерального директора занял Максим Власов, ушёл Дмитрий Коннов.
9 марта 2022 года лейбл приостановил свою деятельность и закрыл свои офисы на территории России. Впоследствии российский сайт лейбла был закрыт.
На базе Universal Music Russia было создано два лейбла: МТС Music и Fenix Music.